# Licínio de Almeida
Licínio de Almeida is een gemeente in de Braziliaanse deelstaat Bahia. De gemeente telt 13.205 inwoners (schatting 2009).

## Aangrenzende gemeenten
De gemeente grenst aan Caculé, Caetité, Jacaraci, Pindaí en Urandi.